# Проекция Каврайского

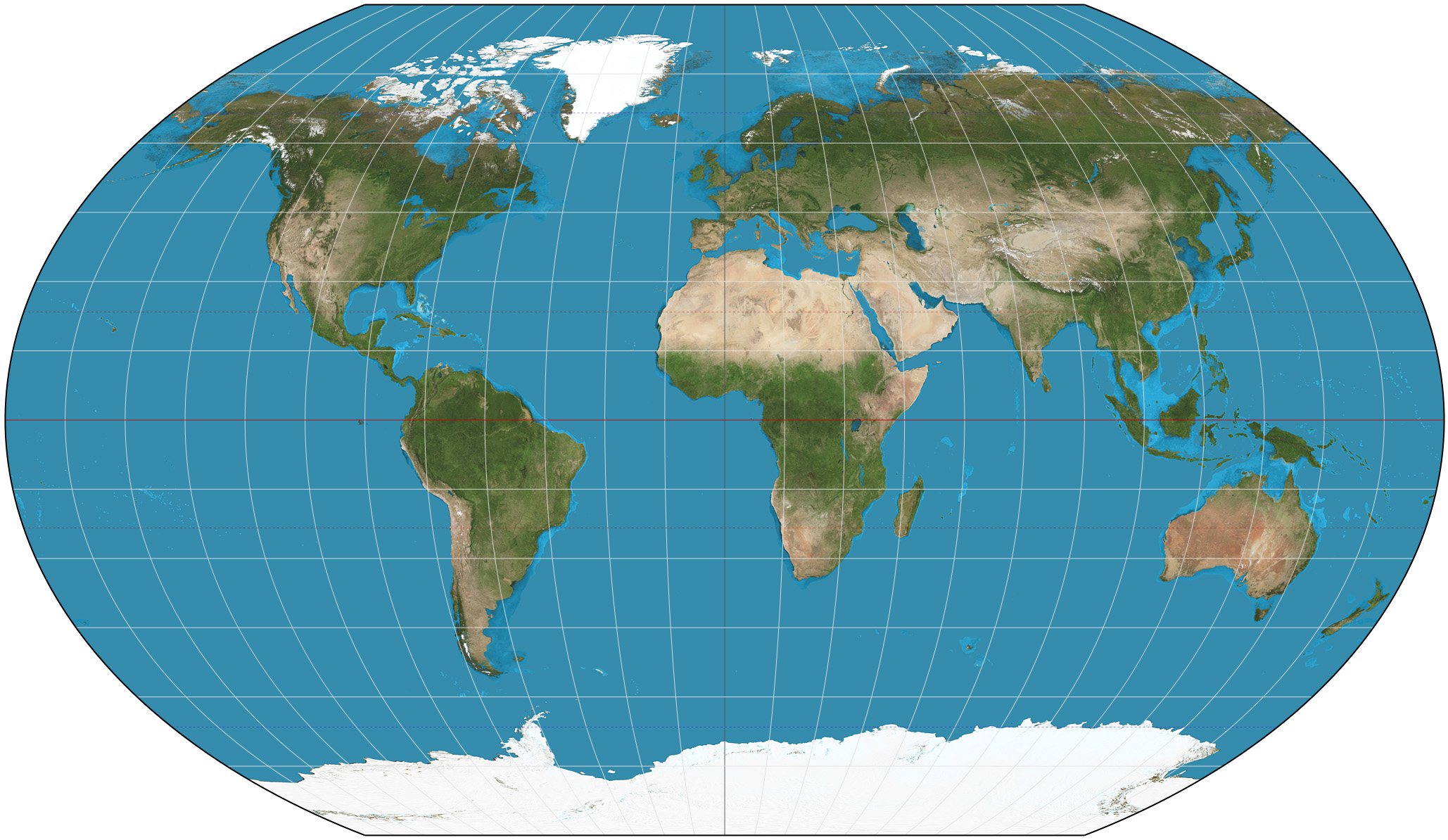
Проекция Каврайского для земного шара

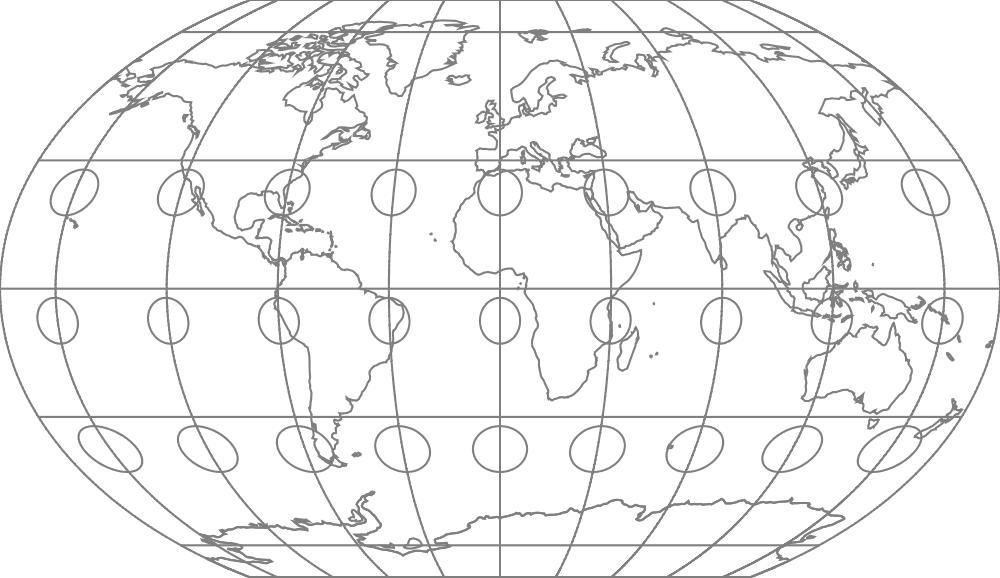
Проекция Каврайского с эллипсами искажения

Проекция Каврайского — картографическая проекция, разработанная В. В. Каврайским в 1939 году в качестве псевдоцилиндрической проекции общего назначения. Как и проекция Робинсона, это компромиссная проекция, направленная на достижение минимальных искажений по всей поверхности геоида. В этом отношении она превосходит другие популярные проекции, такие как тройная проекция Винкеля, несмотря на прямые равноотстоящие параллели и простые формулы. Использовалась в Советском Союзе и практически неизвестна на Западе.
Проекция определяется следующими формулами:
{\displaystyle x={\frac {3\lambda }{2\pi }}{\sqrt {{\frac {\pi ^{2}}{3}}-\phi ^{2}}}}
{\displaystyle y=\phi }
где {\displaystyle \lambda } — долгота, {\displaystyle \phi } — широта в радианах.